# Bahnhof Armsheim
Der Bahnhof Armsheim ist ein Abzweigbahnhof in Rheinhessen. Hier vereinigen sich die beiden Bahnstrecken Alzey–Mainz und die Rheinhessenbahn von Bingen am Rhein nach Worms. Er gehört zur Preisklasse 5.

## Geschichte

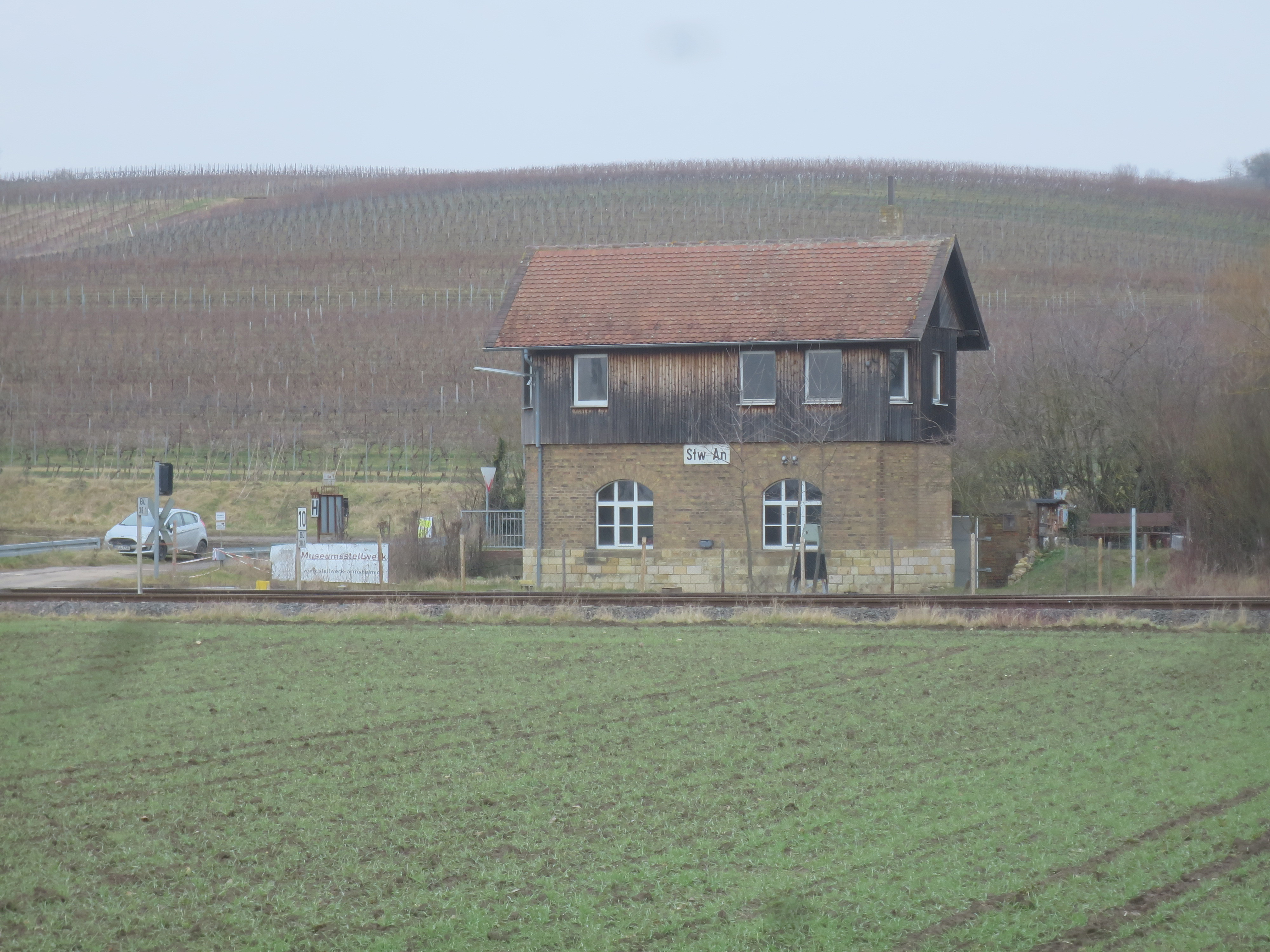
Museumsstellwerk Armsheim Nord (An)

Nachdem 1870 die Betriebsspitze von Bingen den Bahnhof Armsheim zuerst erreicht hatte, wurde dieser Streckenabschnitt am 29. Juni 1870 in Betrieb genommen, die Strecke nach Alzey folgte am 1. November 1870 und 1871 erreichte die Strecke von Mainz den Bahnhof. Zum 31. Dezember 1871 kam noch der erste Abschnitt der Wiesbachtalbahn bis Flonheim hinzu. Diese Strecke wurde 1895 bis Wendelsheim verlängert. Alle diese Strecken errichtete die Hessische Ludwigsbahn (HLB). Sie entwickelte den Bahnhof Armsheim zu einem Knotenpunkt in Rheinhessen.
Nach der Verstaatlichung der HLB 1896 stattete die ihr nachfolgende Preußisch-Hessische Eisenbahngemeinschaft den Bahnhof 1899 mit moderner Technik aus: Er erhielt drei mechanische Stellwerke, die damals 18 Weichen, 7 Vor- und 13 Hauptsignale für 12 Gleise bedienten. Diese drei Stellwerke wurden erst zum 11. August 2007 durch ein elektronisches ersetzt.
1966 wurde auf der Wiesbachtalbahn der Personenverkehr aufgegeben und der Restverkehr 1995 aufgegeben.

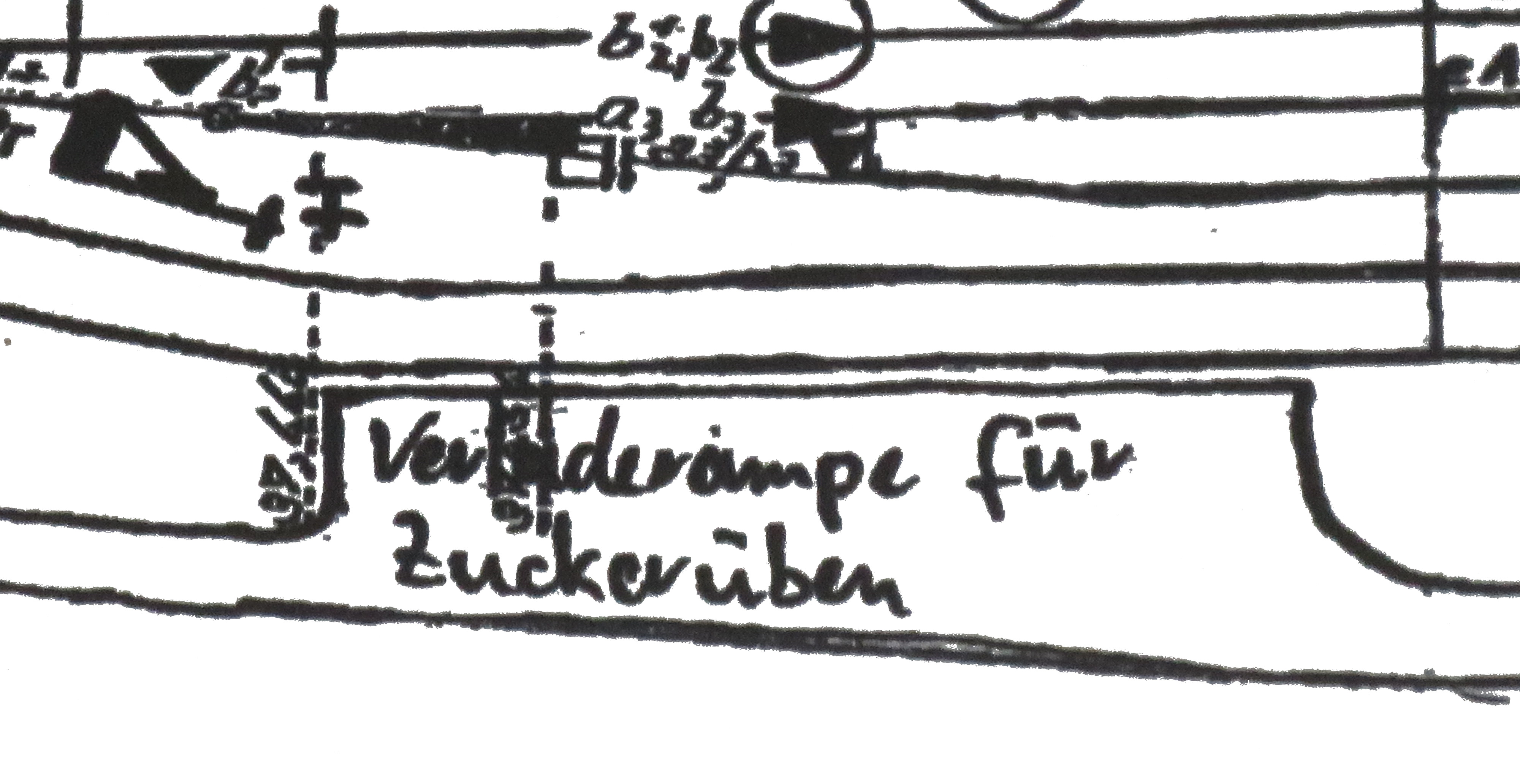
Ausschnitt aus dem Gleisplan des Bahnhofs: Die Verladestelle für „Zuckerüben“

Wichtig war in der landwirtschaftlich geprägten Gegend immer die Verladung von Zuckerrüben. Nachdem landwirtschaftliche Güter nicht mehr über die Schiene abtransportiert werden, wurde die Ladestraße stillgelegt und 2015 zum Verkauf ausgeschrieben.
Die Gemeinde, die Verbandsgemeinde, das Land Rheinland-Pfalz und die Deutschen Bahn AG (DB AG) haben das Bahnhofsgelände ab 2009 in Zusammenarbeit komplett neu gestaltet und dabei unter anderem neue Park+Ride-Parkplätze angelegt.

## Gebäude

### Empfangsgebäude
Das 1869 erbaute Empfangsgebäude gehört zur Anfangsausstattung der Strecke. Es ist ein dreigeschossiger spätklassizistischer Typenbau aus Sandsteinquadern mit überstehendem Satteldach. Das Empfangsgebäude ist heute ein Kulturdenkmal aufgrund des rheinland-pfälzischen Denkmalschutzgesetzes. Nachdem die Deutsche Bundesbahn 1994 in die privatrechtlich organisierte DB AG überführt worden war, wurde es nach 2007 in private Hand verkauft.

### Stellwerk
Weiter erhalten ist das ehemals die nördliche Einfahrt in den Bahnhof sichernde Stellwerk (das südliche wurde abgerissen, nachdem es außer Betrieb gestellt wurde). Auch dieses ist Kulturdenkmal aufgrund des rheinland-pfälzischen Denkmalschutzgesetzes und wird museal genutzt. 

## Gleise, Bahnsteige und Verkehr

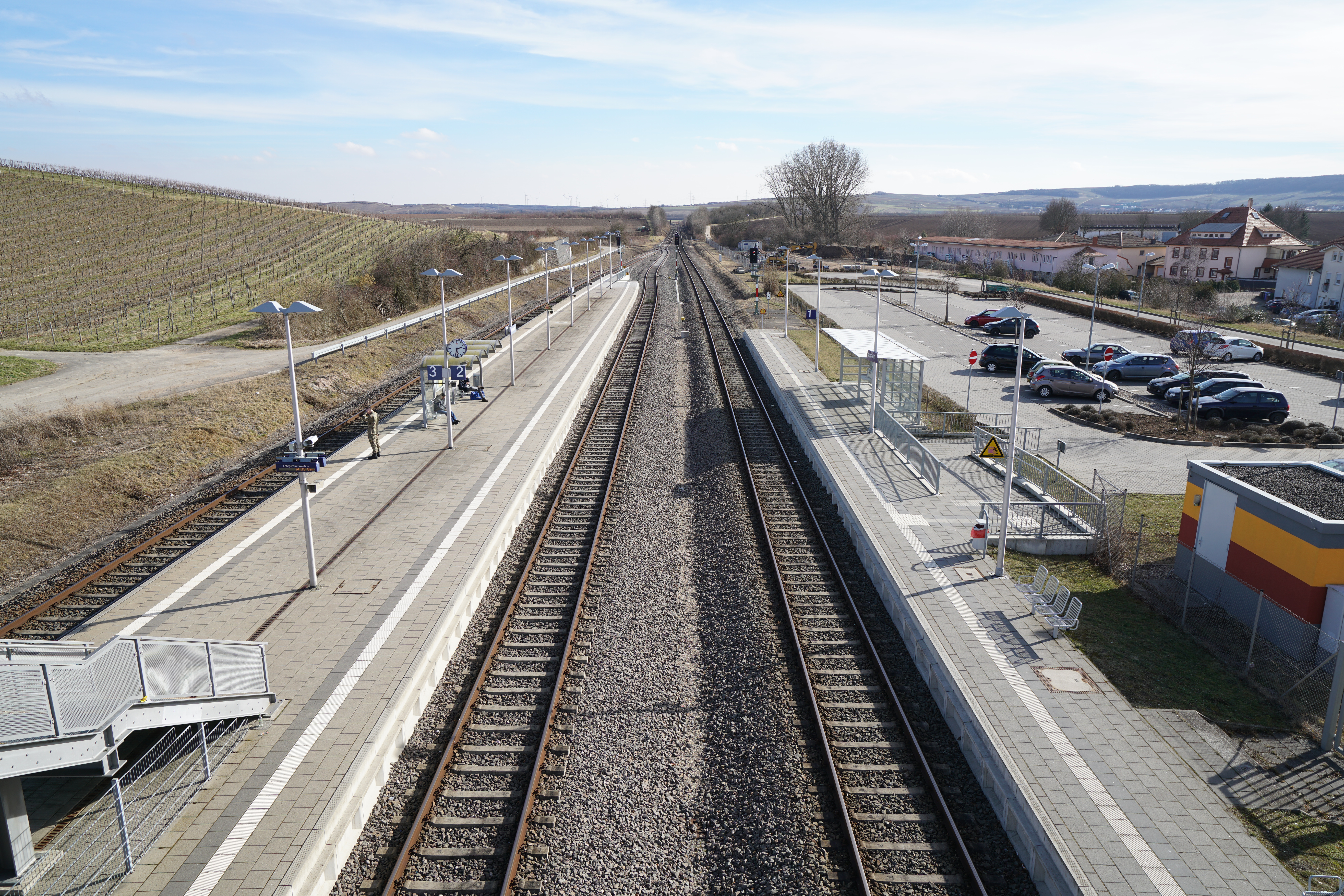
Die Gleise des Bahnhofs Armsheim von links nach rechts, Blickrichtung Alzey und Worms: Gleis 3, Gleis 2, Gleis 1

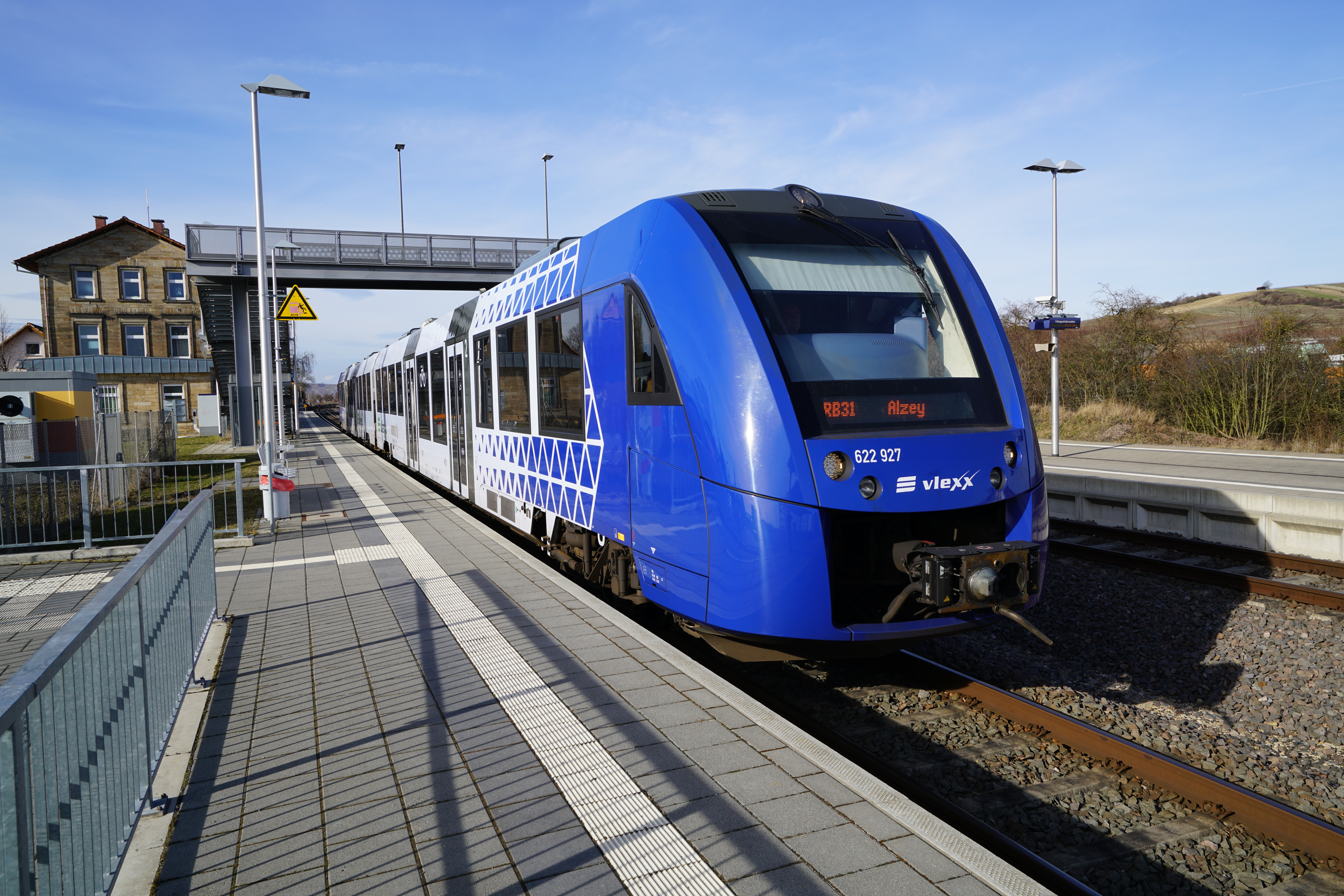
Ein Alstom Coradia LINT 54 von Vlexx auf dem Weg vom Mainzer Hauptbahnhof zum Bahnhof Alzey

Der Bahnhof verfügt über drei Gleise, 6 Weichen, 3 Vorsignale, 8 Hauptsignale, einen Fahrkartenautomaten, einen Haus- und zwei Bahnsteiggleise an einem Mittelbahnsteig. Im Normalfall ist die Gleisbelegung wie folgt:
- Auf Gleis 1 halten alle nach Süden fahrenden Züge: Alzey, Worms und seit Dezember 2014 auch Kirchheimbolanden. Hier befindet sich ein Fahrkartenautomat der Deutschen Bahn.
- Auf Gleis 2 halten nur Züge, die Richtung Bingen (Rhein) Stadt fahren (Bahnstrecke Worms–Bingen Stadt).
- Auf Gleis 3 halten nur Züge, die Richtung Mainz fahren (Bahnstrecke Alzey–Mainz).

Vor Ort ist Personal nicht mehr vorhanden. Weichen und Signale werden seit 2007 von Neustadt aus ferngesteuert.

## Betrieb
Im Bahnhof halten die Regionalbahn-Linie RB31 und die Regional-Express-Linie RE13 Mainz–Alzey die mit Dieseltriebwagen von Vlexx bedient werden. Eine Ergänzung ist der Elsass-Express, der nur an Wochenenden und Feiertagen in den Monaten Mai bis Oktober zwischen Mainz und Wissembourg verkehrt.